# Перекрёстный год культуры России и Великобритании

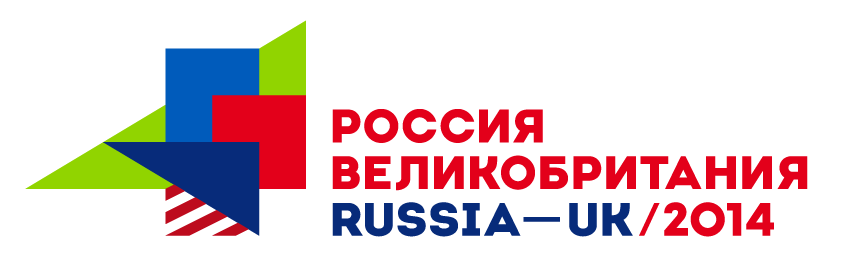
Логотип Перекрестного года Россия — Великобритания 2014

Перекрестный год Культуры России и Великобритании — перекрестный год культуры проводится в 2014 г. впервые в истории двусторонних отношений по инициативе Министерства иностранных дел РФ и Британского Совета с целью культурного обмена между Россией и Великобританией. Перекрестный Год культуры Великобритании и России (2014) призван как можно более полно представить богатое культурное наследие обеих стран. Масштаб и количество мероприятий, запланированных на этот год в различных областях искусства, образования, а также спорта и науки призваны проиллюстрировать взаимное стремление России и Великобритании к укреплению сотрудничества.

## История
В марте 2013 года Министры иностранных дел Великобритании и России Уильям Хейг и Сергей Лавров подписали соглашение о проведении Перекрёстного Года культуры. В течение года запланировано почти 500 мероприятий, проходящих в обеих странах в сфере образования, науки и искусства: гастроли театральных и музыкальных коллективов, выставки, фестивали, программы. Статус официального информационного партнера Перекрестного года культуры России и Великобритании — 2014 присвоен «Российской газете».
В апреле 2013 года Президент Российской Федерации В. В. Путин поддержал проведение Перекрёстного Года культуры, подписав соответствующее распоряжение.
В феврале 2014 года в Вестминстерском дворце, где проходят заседания Британского парламента, состоялось официальное открытие Перекрестного года России и Великобритании — 2014. В торжественном приеме принимали участие вице-президент правительства РФ Ольга Голодец, спецпредставитель президента РФ по международному культурному сотрудничеству Михаил Швыдкой, посол России в Великобритании Александр Яковенко, спикер Палаты лордов баронесса Фрэнсис Д’Соуза, глава комитета по культуре, СМИ и спорту Палаты общин Джон Виттингдейл.
В рамках официального открытия Перекрестного года культуры России и Великобритании в российском посольстве в Лондоне состоялась презентация платформы Ukrussia2014.co.uk, разработанной Дирекцией международных проектов «Российской газеты» Russia Beyond The Headlines. Ресурс освещает события официальной программы Перекрестного года культуры России и Великобритании, которые включаются в сервисный гид по всем российским мероприятиям в Великобритании The Kompass.

## Программа Перекрестного года
- Программа мероприятий в России
- Программа мероприятий в Великобритании